# Cedent
Cedent łac. cedens „ustępujący”) – osoba, która przelewa swoje prawa na kogoś innego. Taki przelew uprawnień, najczęściej wierzytelności, w prawniczej terminologii nazywany jest cesją. Druga osoba uczestnicząca w cesji, cesjonariusz, przyjmuje rzeczone uprawnienia.
W prawie międzynarodowym cedentem określa się państwo, które w formie cesji zrzeka się praw do określonego terytorium na rzecz innego państwa, nazywanego w tym przypadku cesjonariuszem.